# Maria Antonia di Borbone-Due Sicilie (granduchessa di Toscana)
Maria Antonia Anna di Borbone-Due Sicilie (Palermo, 19 dicembre 1814 – Gmunden, 7 novembre 1898) fu principessa del Regno delle Due Sicilie per nascita e granduchessa di Toscana come consorte di Leopoldo II di Lorena.
È conosciuta anche come Maria Antonietta delle Due Sicilie o Maria Antonietta di Toscana dal momento che nelle famiglie dei Borbone e degli Asburgo-Lorena si soleva usare questa forma per le principesse chiamate Maria Antonia.

## Biografia

### Primi anni

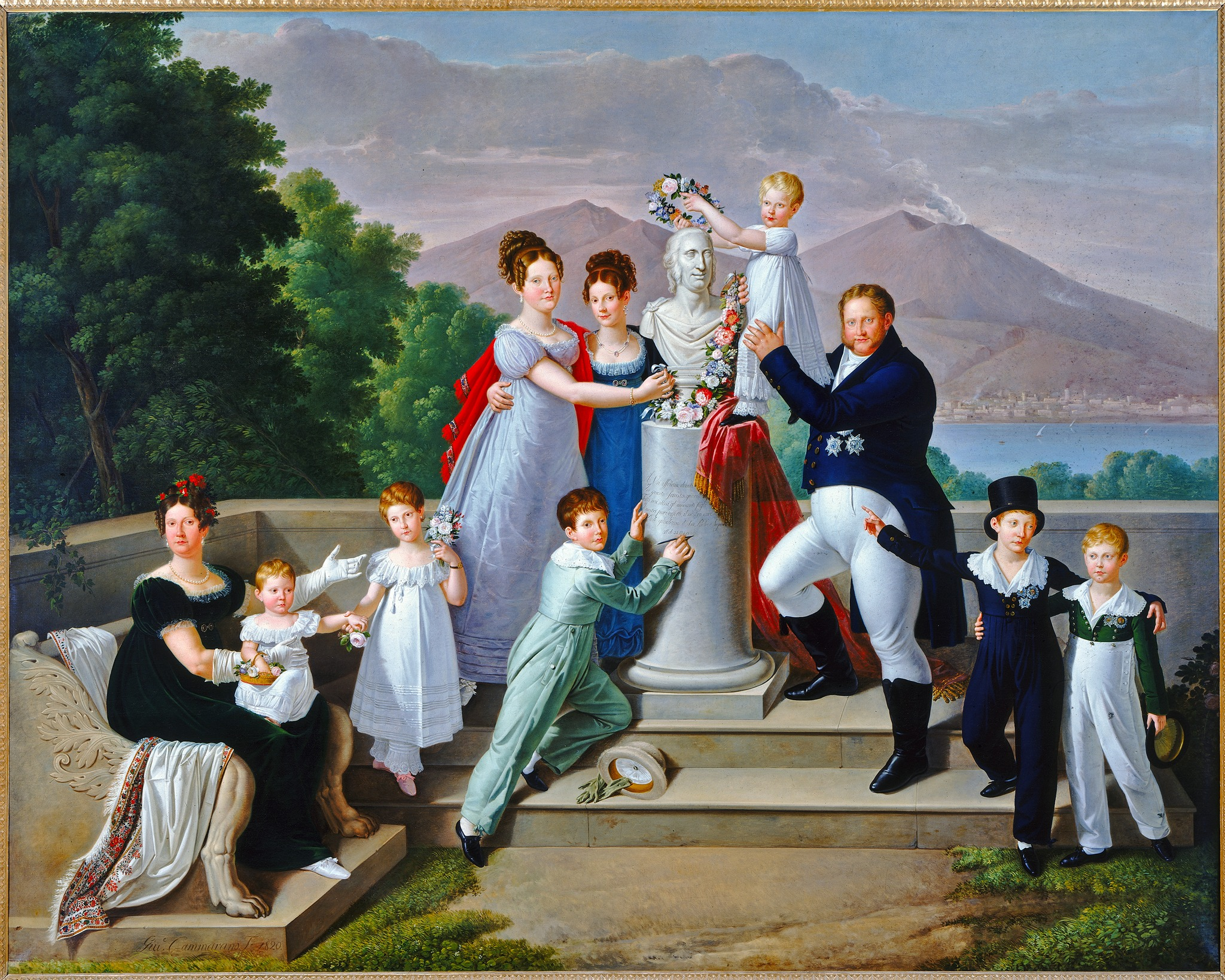
La famiglia di Francesco I: Maria Antonietta è la bambina a sinistra vestita di bianco, tra la madre e la sorella Luisa Carlotta. Dipinto di Giuseppe Cammarano, 1820.

La principessa nacque a Palermo il 19 dicembre 1814 da Francesco I delle Due Sicilie e Maria Isabella di Borbone-Spagna; fu battezzata Maria Antonia in onore di Maria Antonietta, defunta sorella di sua nonna Maria Carolina d'Asburgo-Lorena. Quando nacque, la corte napoletana si era già spostata in Sicilia a causa degli eserciti napoleonici che avevano invaso la parte continentale del regno. A pochi mesi dalla sua nascita la famiglia reale poté ritornare nella capitale e recuperare i propri domini grazie al Congresso di Vienna.
Era particolarmente legata al fratello Ferdinando II, che la chiamava affettuosamente "Totò", così come la cognata Maria Cristina di Savoia, arrivata alla corte borbonica nel 1832. Maria Antonietta e Maria Cristina, di due anni maggiore, strinsero una sincera ed intima amicizia, ma dovettero separarsi in vista delle nozze della principessa. Dopo la partenza di Maria Antonietta, Maria Cristina scrisse: «Fu per me una grande afflizione il dovermi separare da mia cognata Antonietta che è tanto buona e colla quale aveva già legata un'intima amicizia».

### Fidanzamento e matrimonio con Leopoldo II

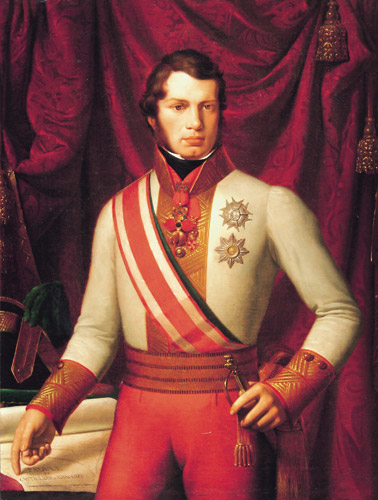
Il marito Leopoldo II, granduca di Toscana. Dipinto di Pietro Benvenuti, 1828.

Il 24 marzo 1832 la granduchessa di Toscana Marianna Carolina morì di tisi, senza essere riuscita a dare un erede maschio al consorte, Leopoldo II di Toscana. Il Granduca, dopo quasi un anno di vedovanza, decise di risposarsi e la scelta ricadde sulla bella principessa napoletana Maria Antonietta. I due erano cugini di primo grado in quanto Francesco I, padre di Maria Antonietta, e Luisa Maria Amalia, madre di Leopoldo, erano entrambi figli di Ferdinando I delle Due Sicilie e di Maria Carolina d'Asburgo-Lorena.
Il principe Don Tommaso Corsini, il 21 maggio 1833, si recò in veste d'ambasciatore a Napoli per stipulare il contratto di nozze. Il 23 maggio, alla presenza della corte, il Principe chiese espressamente la mano della giovane Principessa, pronunciando tre discorsi: i primi due furono diretti a Ferdinando II, fratello della sposa, e a Maria Isabella, la regina madre. Il terzo discorso era invece diretto a Maria Antonietta: «Le virtù delle quali Vostra Altezza Reale è adorna, e che in Lei si ammirano unite ai pregi particolari di natura che il cielo le ha prodigati, fecero a ragione presceglierla dal Granduca di Toscana mio signore in Sua sposa. Dopo l'ottenuto consenso dell'augusto fratello il Re, dell'augusta Regina Madre di Vostra Altezza Reale per questa unione, io ho l'onore di presentarmi all'Altezza Vostra, quale interprete fedele de' sentimenti che animano il mio Sovrano ed i Toscani tutti. Sua Altezza Imperiale e Reale il Granduca crede giustamente di ritrovare in questo bel nodo il compimento di Sua felicità, e gli amati Suoi Sudditi ravvisano già nell'Altezza Vostra una sovrana benefica e affettuosa. L'Altezza Vostra può essere sicura di ritrovare nel Granduca uno Sposo saggio e tenero, e ricolmo di tutte le più belle qualità sociali e famigliari, e ne' Toscani riconoscerà quella rispettosa obbedienza, e quel costante attaccamento, che ebbero già per l'augusta Granduchessa Maria Luisa, zia di Vostra Altezza Reale. La soavità del clima, l'amenità delle ridenti e ben colte campagne, la educazione del Popolo, l'amore che vi si nutre per le arti belle e per i buoni studi, renderanno l'Altezza Vostra contenta di quel tranquillo e lieto soggiorno. E saranno appagati e coronati del più felice successo quei fervidi voti, che sono indirizzati al Cielo dalle due Reali Famiglie, e dai Popoli ad esse soggetti per una cotanto desiderata unione».

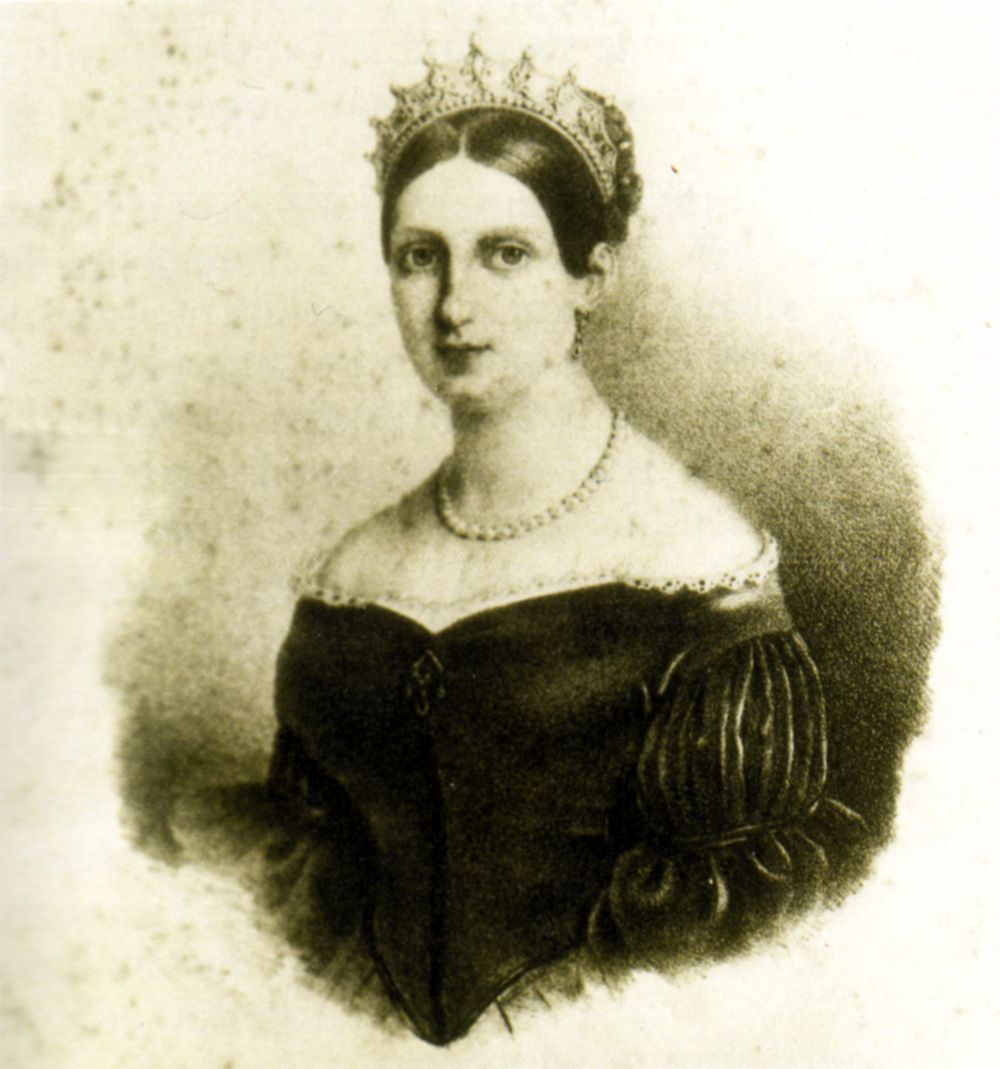
La giovane principessa Maria Antonietta delle Due Sicilie.

La principessa Maria Antonietta rispose: «Son grata alla domanda della mia mano fatta da Lei signor Principe, in nome del suo Sovrano il Granduca di Toscana, i di cui pregi e qualità non mi lasciano esitare ad unir il mio consenso a quello del Re mio Fratello, e della Regina mia augustissima e carissima Madre; riconoscendo con gratitudine dover solo alle Loro affettuose cure la felicilà che mi promette questa unione, tanto più lusinghevole al mio cuore, che non mi allontanerà di molto dalla mia cara Famiglia. Desidero vivamente trovar in quella di Sua Altezza Imperiale e Reale (della quale vado a far parte) l'amicizia che già nudrisco per Lei, come spero che seguendo le massime di Famiglia che mi sono state ispirate dai primi giorni della mia età, potrò meritarmi l'affetto della buona e colta Nazione toscana, così commendevole pel suo attaccamento ai suoi Sovrani. Dichiaro ora a lei, Signor Principe, che il suo Sovrano non potea scegliere personaggio più adatto di lei ad adempire all'incombenza che le è stata affidata, essendomi ben note le virtù e le eminenti qualità che l'adornano, e per le quali ha tanto meritata la stima e la fiducia dello stesso Suo Sovrano».
Il 24 maggio Leopoldo II lasciò Firenze alla volta di Napoli, dove fece il suo ingresso ufficiale il 28 al fianco del futuro cognato, che lo aveva accolto a Capua. Prima delle nozze, la corte riservò alcuni svaghi ai due fidanzati: uno spettacolo di gala al Teatro San Carlo e una visita alle rovine di Pompei, che il granduca apprezzò in maniera particolare. La mattina del 7 giugno 1833 avvennero le sfarzosissime nozze nella cappella del palazzo reale: Maria Antonietta aveva diciotto anni, mentre Leopoldo ne aveva diciassette di più. In privato la giovane sposa disse al marito: «Quanto sono contenta in questo momento di trovarmi con te».

### Granduchessa di Toscana

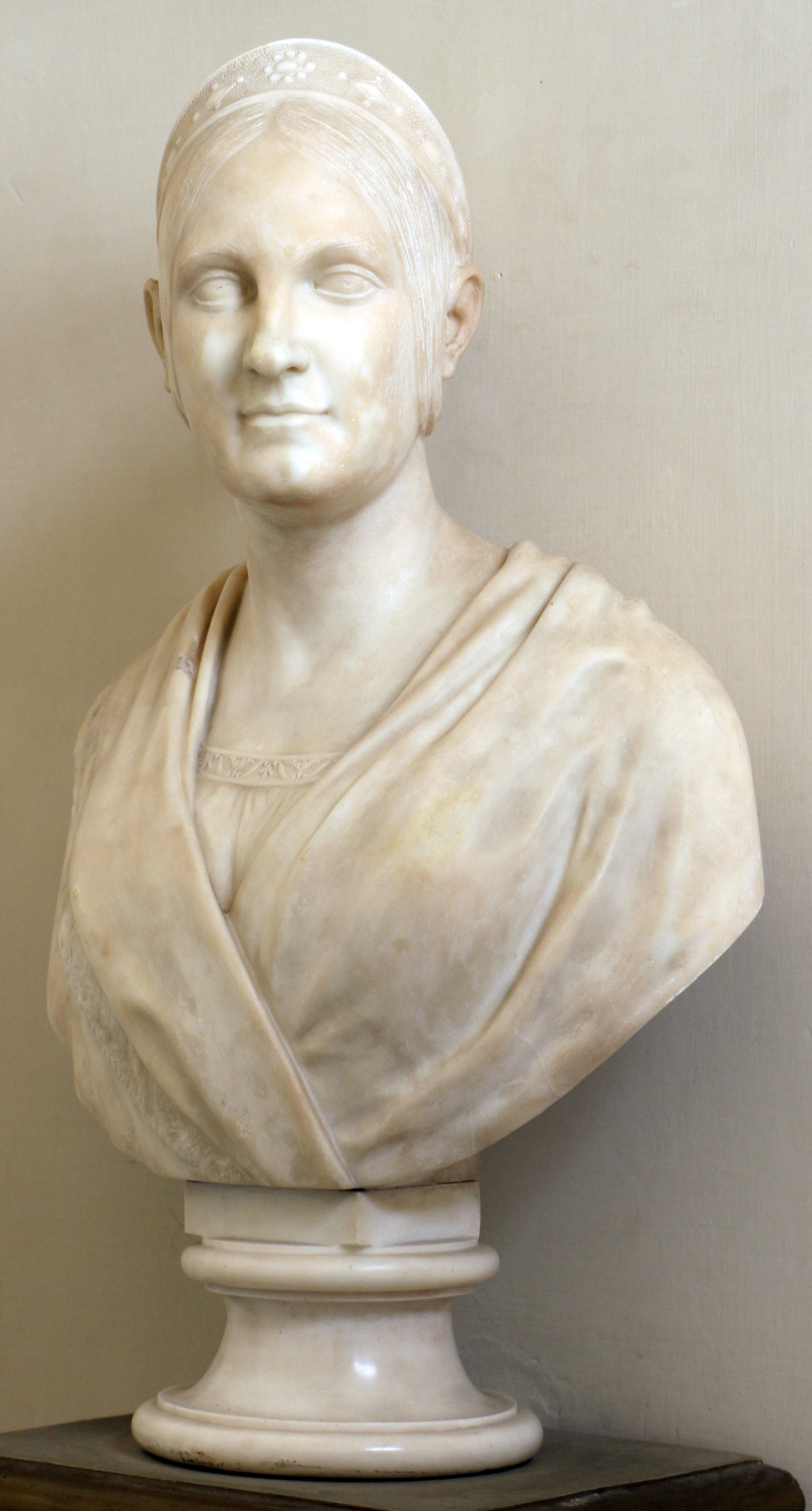
Maria Antonietta in un busto di Ottavio Giovannozzi

L'8 giugno, sul tardo pomeriggio, la coppia granducale lasciò Napoli e si imbarcò sulla fregata "La Sirena" alla volta di Livorno. Il viaggio fu tranquillo e Leopoldo ricordò che: «Antonietta apriva il suo bel core, ogni suo tesoro versava: raccontava di sua gioventù, di suo dolore alla morte del caro padre. Io di mia famiglia dicevo a lei, e della nuova sua dimora. Ella, che sapeva che avevo amata l'altra consorte, dicevami tenessi suo ritratto, suoi ricordi cari». Leopoldo e Maria Antonietta sbarcarono a Livorno il 14 giugno, accolti dalla granduchessa vedova Maria Ferdinanda, dall'arciduchessa Maria Luisa - sorella del Granduca - e dalle tre figlie di primo letto di Leopoldo: Carolina, Augusta e Massimiliana. Il giorno seguente gli sposi e il loro seguito si diressero a Pisa dove restarono alcuni giorni e parteciparono agli eventi festivi appositamente organizzati. Il 20 giugno Maria Antonietta faceva il suo ingresso ufficiale a Firenze, dove fu accolta in aria di festa con grandi acclamazioni.
La nuova Granduchessa fu molto ammirata dai fiorentini per la sua bellezza, motivo per il quale Leopoldo l'aveva chiesta in sposa. Nelle sue memorie, il Granduca descrisse così la bella ed amata sposa: «Sul volto suo era dolcezza, intelligenza [...]. L'occhio suo dolce e sagace, la fronte serena, al sorriso splendea fila delle perle elette, i capelli di splendor dorato, il collo si dilatava soave sulle spalle, il braccio, la man di non comune eleganza, ogni suo moto composto e dignitoso, parole opportune». Altro fattore che rese Maria Antonietta popolare agli occhi dei fiorentini era che ella era una principessa italiana e non straniera e il popolo sperava che presto avrebbe dato molti eredi alla Toscana.
Inizialmente Maria Antonietta ebbe alcune difficoltà ad abituarsi all'ambiente "borghese" di Firenze, così diverso dalla Napoli borbonica del Regno delle Due Sicilie: avvezza a un popolo minuto e subalterno e che spesso viveva nella miseria, la Granduchessa non capiva per quale motivo bisognasse fare beneficenza a persone ben vestite e pulite, quali quelle che formavano il popolo fiorentino. In un'occasione la giovane sovrana, col suo forte accento napoletano, ebbe a lamentarsi che: «In Firenze non ce stanno poveri». Onde evitare che si creasse una frattura tra Maria Antonietta e il popolo, Leopoldo ebbe cura di circondare la moglie di dame fiorentine; in particolare, fu grazie alla prima dama di compagnia, signora Adele Palagi, moglie del cavaliere Palagi colonnello dei Granatieri, che la Granduchessa riuscì ad integrarsi perfettamente e ad amare Firenze come sua seconda patria, capendone il lato artistico e cortese.

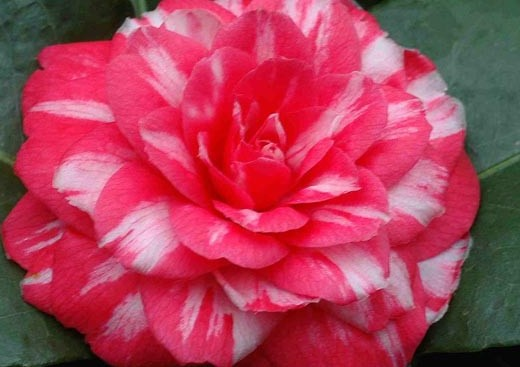
La camelia Maria Antonietta.

Maria Antonietta, pur non essendo colta, portava in sé un naturale amore per le belle arti. Fu una gran mecenate, accolse nei suoi palazzi gli artisti e spesso si recò nei loro studi da visitatrice privata. Tra i suoi protetti vi erano lo scultore Giovanni Duprè e il musicista Teodulo Mabellini. Il marchese Cosimo Ridolfi, uno dei maggiori agronomi del suo tempo, selezionò un nuovo tipo di camelia che chiamò "Maria Antonietta" in onore della granduchessa.

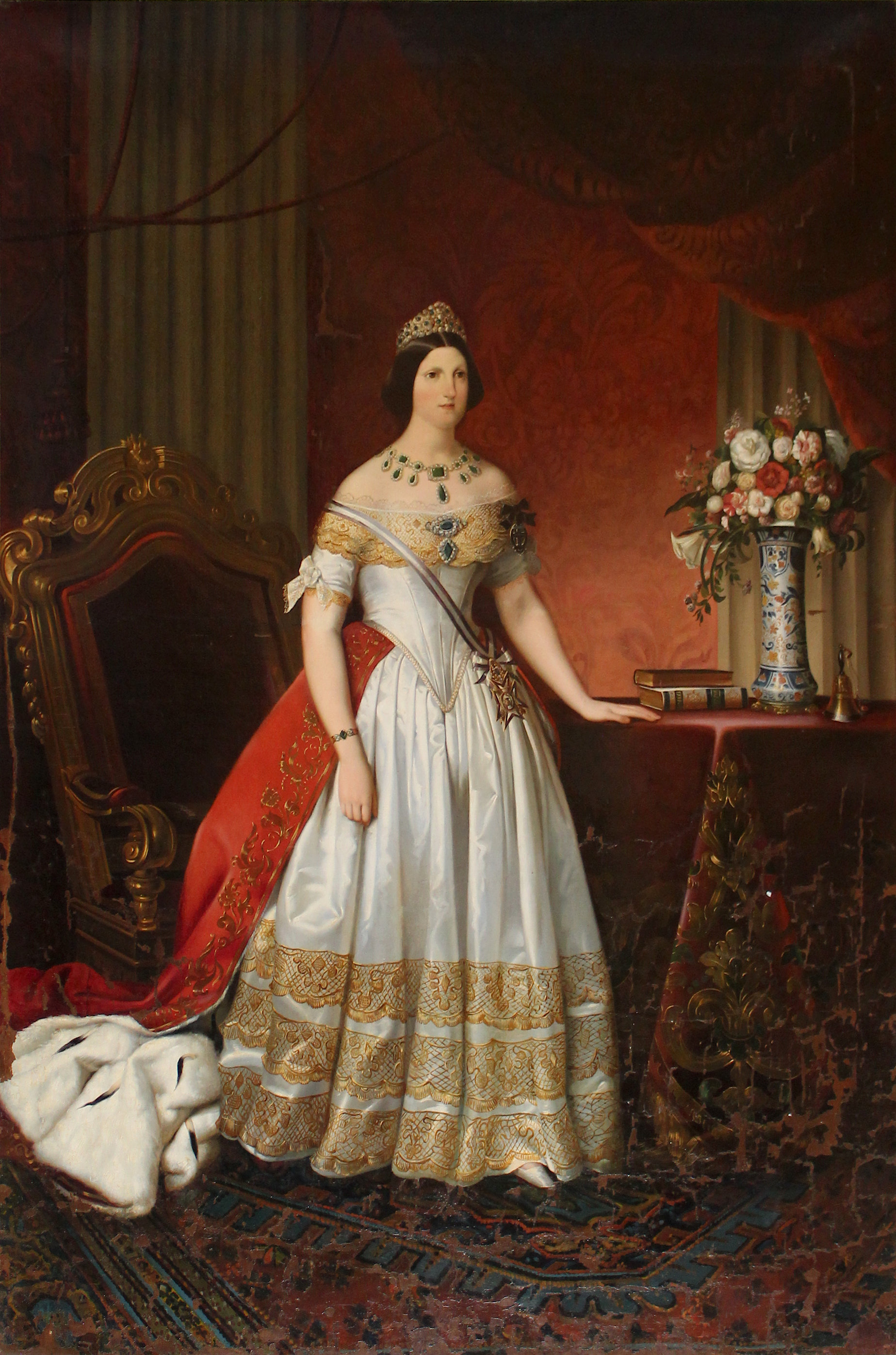
La granduchessa Maria Antonietta ritratta da Carlo Morelli, 1840.

La Granduchessa, educata con rigidi principi religiosi, fu una fervente e devota cattolica. Sviluppò in maniera particolare il culto di santa Filomena di Roma, figura della cristianità forse leggendaria. Per suo volere, in onore della santa, furono innalzati altari e cappelle in molte chiese, inoltre gli ufficiali dell'esercito dovettero iscriversi alla confraternita della santa e versare un tributo.
Maria Antonietta, come sperato, rimase presto incinta. Il 18 maggio 1834 la famiglia fu però colpita dal lutto: l'arciduchessa Maria Massimiliana, figlia di primo letto di Leopoldo, morì all'età di sette anni. La giovane matrigna fu commossa dalla morte della figlia acquisita; pochi giorni dopo, il 21 maggio, partorì per la prima volta: nacque un'altra bambina, a cui fu dato nome Maria Isabella, in onore della nonna materna. La Granduchessa fu colpita da febbre puerperale e solo dopo lunghi patimenti riuscì a riprendersi.
A poco più di un anno di distanza, nacque il tanto sospirato erede al trono. Il 10 giugno 1835, alle 9.20 di sera come annotò Leopoldo, Maria Antonietta diede alla luce un figlio maschio che fu subito battezzato Ferdinando in onore del nonno paterno e dello zio materno. La nascita fu accolta con gioia in tutti i paesi; il principe di Metternich scriveva: «L'assicurata successione in Toscana è fortuna per tutta Europa» dal momento che così era salvo l'ordine voluto dal Congresso di Vienna.
Tra il 1836 e il 1852, Maria Antonietta diede alla luce altri otto figli: quattro femmine e quattro maschi. La famiglia granducale era quindi in totale composta da dieci figli nati da Leopoldo e Maria Antonietta e dalle due figlie sopravvissute dal primo matrimonio di Leopoldo. Non tutti i bambini sfuggirono alla morte: Teresa (1836-1838) morì a Livorno di febbre tifoide; Marianna (1840-1841) morì di convulsioni; Carolina (1822-1841), la più grande, si spense dopo un anno di agonia; Ranieri (1842-1844) morì a causa di un male imprecisato; Cristina (1838-1849) si spense per febbre tifoide. Tutti questi lutti arrecarono molto dolore all'intera famiglia: Maria Antonietta rimase sempre fino alla fine al capezzale dei figli, salvo svenire per la sofferenza di vederseli morire tra le braccia.

### Il preludio al 1848 e la Repubblica fiorentina

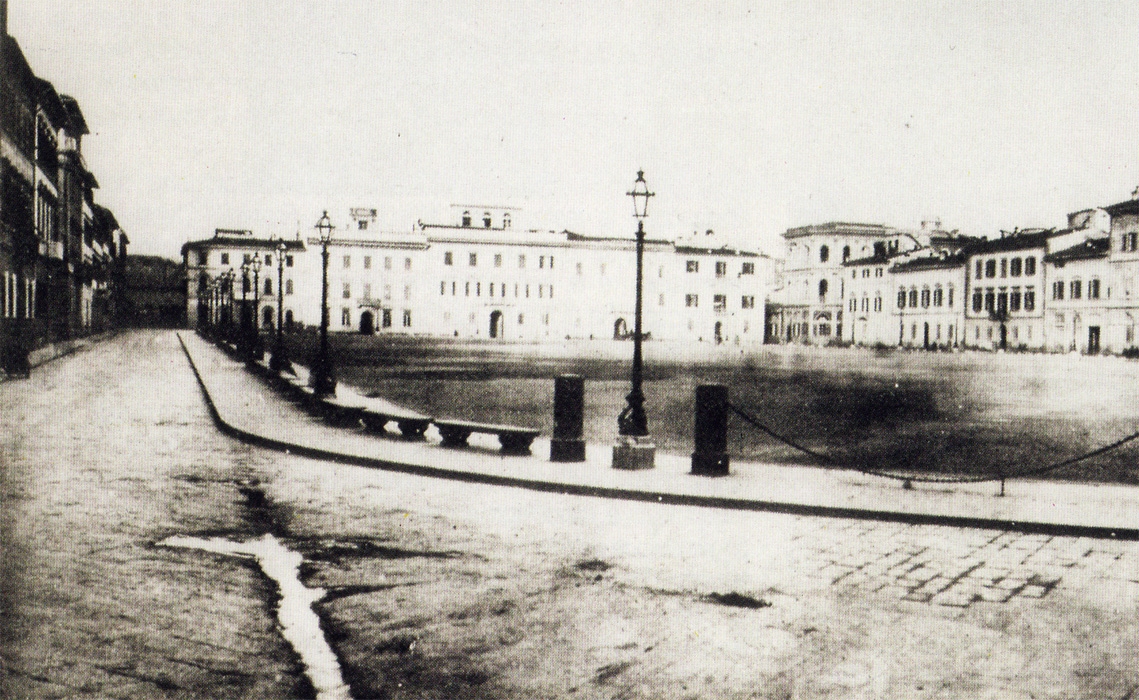
Piazza Maria Antonia, oggi Piazza dell'Indipendenza.

Nel 1844 Leopoldo II approvò un progetto che prevedeva di costruire una strada di collegamento tra Piazza San Marco, Via degli Arazzieri e il bastione San Paolo della Fortezza da Basso, con al centro un nuovo quartiere dominato da una grande piazza. La realizzazione fu affidata all'Ingegnere Flaminio Chiesi e già nel 1845 la piazza fu aperta al pubblico. Inizialmente ci furono alcuni problemi di impaludamento risolti nel 1852: la piazza assunse il suo definitivo aspetto nel 1855. Fu deciso di battezzarla Piazza Maria Antonia in onore della Granduchessa, ma i fiorentini avevano già preso a chiamarla Piazza di Barbano, dal nome degli orti che vi sorgevano un tempo. Inoltre, negli anni '50, i tempi erano cambiati: il nome di una Granduchessa borbonica, sorella del Re Bomba, non sarebbe mai stato accettato.
Negli stessi anni, il Granduca portò avanti i progetti per la costruzione di due stazioni e di due ferrovie. Nel 1844 fu inaugurato il primo tratto della Ferrovia Leopolda, che collegava Firenze, Pisa e Livorno; nel 1848 fu aperta la tratta della linea Firenze-Prato, chiamata Ferrovia Maria Antonia in onore della Granduchessa. Nello stesso anno furono aperte anche le due stazioni relative: la Stazione Maria Antonia prima e poi la Stazione Leopolda.
Nel 1847 Leopoldo II si distinse per la svolta liberale assunta dal suo governo personale: il 6 maggio veniva concessa la libertà di stampa e il 4 settembre veniva creata una Guardia Civica. Il 17 febbraio 1848, pochi giorni dopo Carlo Alberto di Savoia, Leopoldo II concedeva la Costituzione, che si distingueva dalle altre per il concedere pieni diritti ai cittadini di tutte le religioni e il 18 marzo nasceva il primo governo costituzionale toscano, presieduto da Francesco Cempini. Lo stesso giorno Milano insorgeva contro gli austriaci dando inizio alle Cinque giornate di Milano. Il 21 marzo Leopoldo suscitava l'entusiasmo popolare decidendo di inviare le poche truppe regolari toscane, affiancate da volontari, a combattere in alta Italia a fianco delle truppe sabaude contro gli austriaci; la bandiera lorenese fu sostituita dal tricolore con al centro lo stemma della casa di Lorena.

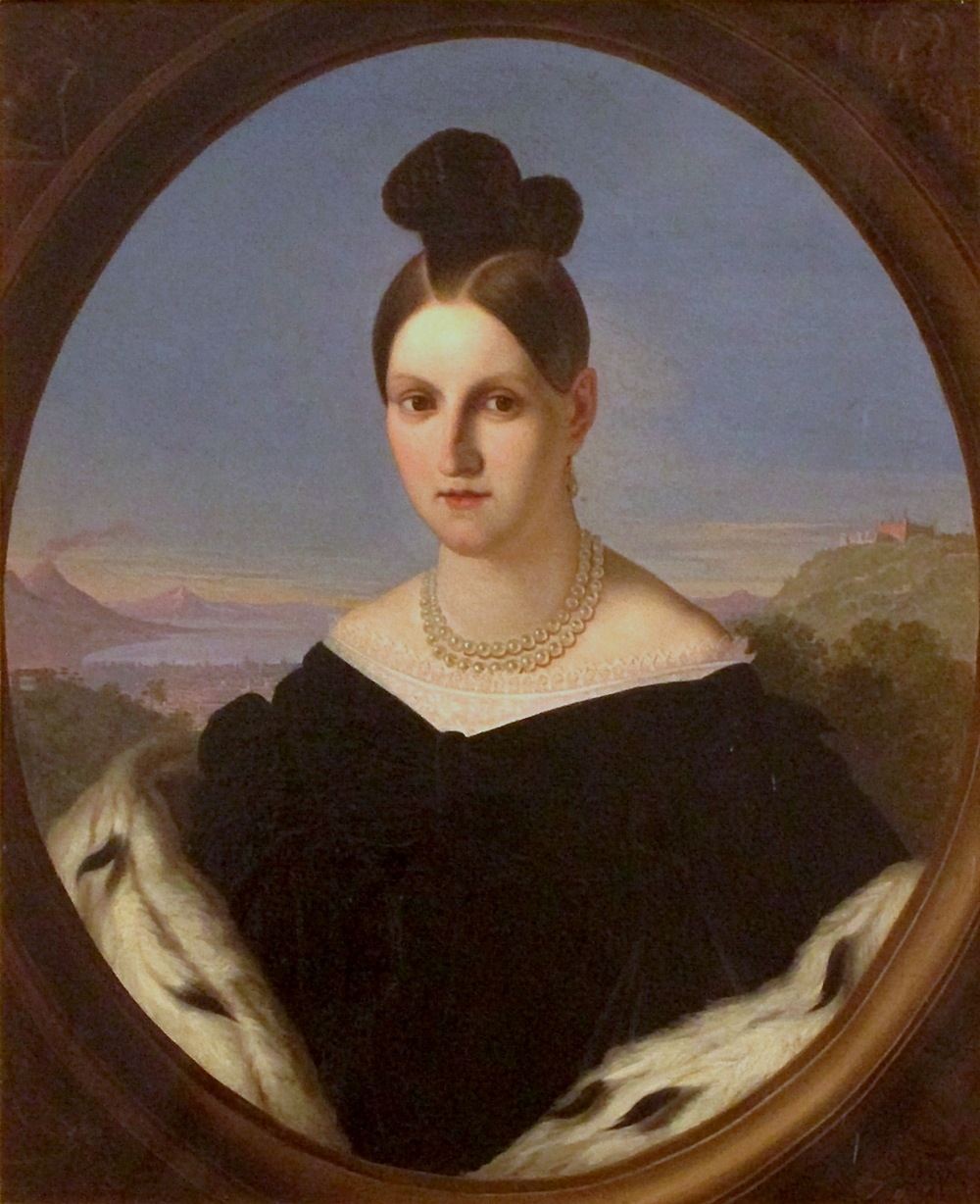
La granduchessa Maria Antonietta con Napoli sullo sfondo, dipinta da Giuseppe Bezzuoli, 1847.

Verso la metà dell'anno furono chiari gli atteggiamenti espansionistici di Carlo Alberto di Savoia e Leopoldo decise di ritirare le truppe. Il 17 agosto il Granduca fu costretto a licenziare il governo moderato di Cosimo Ridolfi e a sostituirlo con quello di Gino Capponi. Il 25 agosto a Livorno scoppiarono dei moti guidati dal democratico Guerrazzi. Sull'onda di quei fatti, Capponi si dimise il 9 ottobre. Il 27 ottobre Leopoldo cedette alle pressioni e conferì l'incarico al democratico Montanelli, che prese il Guerrazzi come ministro degli interni, ed inaugurò una politica ultrademocratica, ovvero, nella terminologia politica dell'epoca, volta alla unione con gli altri stati italiani ed alla ripresa congiunta della guerra all'Austria. Maria Antonietta, intanto, con la famiglia, si era trasferita a Siena, da dove il 4 novembre inviò una lettera al marito in cui lo informava delle sue preoccupazioni.
Il 30 gennaio 1849 era richiesta la firma del Granduca in Senato per approvare la nuova tendenza politica: Leopoldo II, che non voleva continuare la guerra, lasciò a Firenze e si diresse a Siena, da dove si risolse per la partenza: Maria Antonietta partì con i figli più piccoli, Luisa e Luigi; Ferdinando e Carlo partirono con il loro cavaliere di compagnia; Leopoldo uscì con la sorella, la cognata e le figlie Isabella e Cristina. La famiglia si riunì al piano di Rosìa per poi ridividersi in Maremma: Leopoldo e i figli grandi si imbarcarono a Talamone per andare a Porto Santo Stefano, Maria Antonietta e i piccini proseguirono per Orbetello. Giunta nella città la Granduchessa fu assalita dal popolo che voleva trattenerla insieme ai figli, che scoppiarono a piangere; l'intervento di un cacciatore del Granduca permise alla Granduchessa di proseguire e di raggiungere la nave del marito. Intanto il 9 febbraio, a Firenze, venne istituito un triumvirato composto da Guerrazzi, Montanelli, Mazzoni, che scrisse una nuova costituzione e proclamò, il 15 febbraio la Repubblica.
Il 21 febbraio Leopoldo decise di mettersi sotto la protezione del cognato, Ferdinando II, e parti alla volta di Gaeta, dove già si era rifugiato il pontefice Pio IX. Il viaggio fu piuttosto turbolento: la granduchessa-vedova era malata, i bambini piangevano, Maria Antonietta perse i sensi per lungo tempo. Arrivati a Gaeta, furono accolti dal papa in persona.

### Il decennio di preparazione

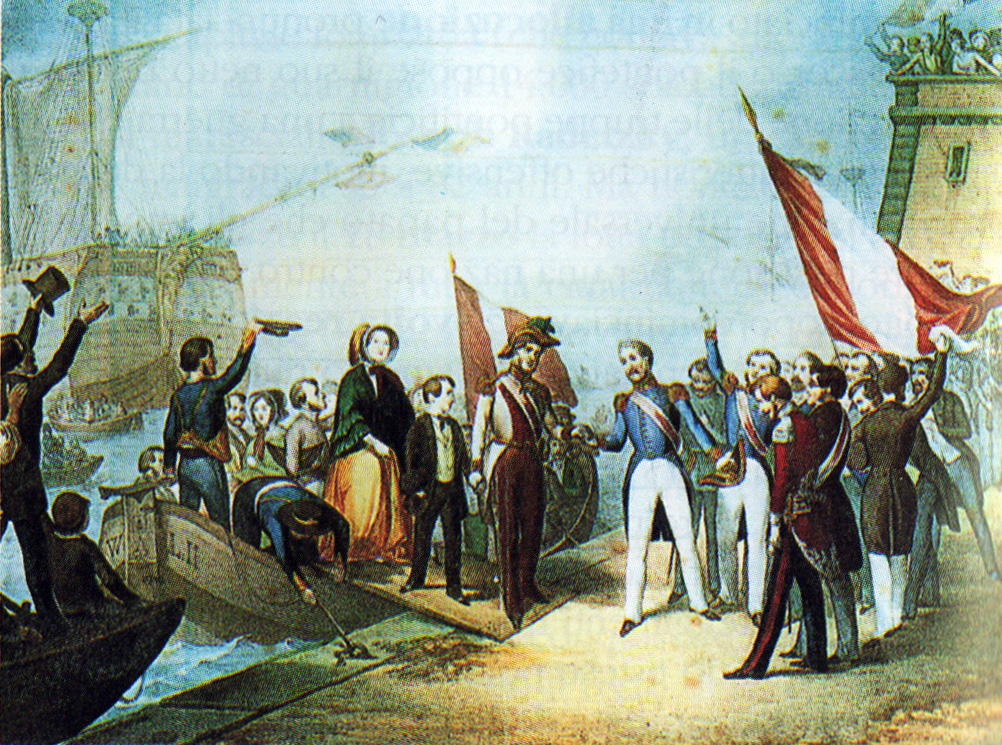
Il granduca Leopoldo II e la sua famiglia sbarcano a Viareggio il 24 luglio 1849.

L'esilio durò fino ad aprile, quando dopo la disfatta di Carlo Alberto a Novara, i moderati toscani rovesciarono il governo Guerrazzi per evitare un'invasione austriaca e richiamarono il granduca, sperando che avrebbe mantenuto le riforme. In questo contesto si colloca l'influenza conservatrice di Maria Antonietta, che nonostante il poco sentimento d'amicizia verso gli austriaci, vedeva soltanto in essi la possibile restaurazione dei Lorena sul trono di Toscana. Da Napoli, il 16 aprile 1849, Maria Antonietta scriveva a Leopoldo, che si trovava a Gaeta: «Mio caro Leopoldo questa mattina avevo ricevuta la nuova degli avvenimenti in Toscana quando mi è giunta la tua mi fa piacere che ti desiderano ma ci penserai prima di andare perché senza truppa non si fa nulla e poi tornare col Capponi e altri che ti hanno condotto a questo punto ci penserai perché adesso è il momento di non aver pietà con tanti che non la meritano che saranno i primi a farti gli umili; se si avessero dei Napoletani per un anno tanto che venissero i Svizzeri, ma a me pare che il meglio sieno i Tedeschi benché li odii, ma per fare il ripulisti non ci è che loro e non avreste l'odiosità te».
Maria Antonietta sperava che l'intervento austriaco potesse restaurare il marito, senza danneggiare la sua reputazione, ma così non fu: il tenente-feldmaresciallo d'Aspre scese da Parma con 18.000 uomini, prese e saccheggiò Livorno e poi occupò Firenze. La famiglia granducale partì da Gaeta il 21 luglio e il 24 sbarcò a Viareggio. Il 28 luglio la famiglia granducale poté infine rientrare a Firenze. Poco dopo il loro rientro, l'arciduchessa Cristina, di undici anni, si ammalò di tifo e il 31 agosto morì; le sue ultime parole furono: «Mamma grazie quanto ha fatto per me».
Il 10 aprile 1850 l'arciduchessa Isabella, figlia primogenita di Leopoldo e di Maria Antonietta, convolò a nozze con lo zio, Francesco di Borbone, figlio minore del re Francesco I delle Due Sicilie e della regina Maria Isabella di Borbone-Spagna. Il 12 aprile ci fu una celebrazione per il primo anniversario della restaurazione del Granduca e il 21 per quella del Papa a Roma. L'azione politica del Granduca, sotto la spinta intransigente del giovane imperatore Francesco Giuseppe d'Austria, si risolse in una svolta reazionaria, sebbene estremamente mite rispetto a quella degli altri regni italiani: il 25 aprile 1851 sottoscrisse un concordato, con il quale concesse illimitata libertà ed autonomia alla Chiesa di Pio IX, in cambio del formale riconoscimento della successione del 1737 (una questione che si trascinava da 115 anni); ciò gli inimicò ulteriormente l'opinione democratica e patriottica. Con un decreto dell'8 maggio 1852 rinnegò formalmente la costituzione del 17 febbraio 1848, sotto le continue pressioni austriache. Nel 1857 accolse Pio IX, ormai radicalmente ostile alla causa italiana, in visita a Firenze.
Nel frattempo Maria Antonietta era rimasta incinta per la decima volta: il 20 novembre 1852 partorì un bambino che fu battezzato Giovanni Nepomuceno in onore di Giovanni di Sassonia, migliore amico di Leopoldo e fratello di Marianna (la sua prima moglie). L'aria a Firenze era cambiata e la Granduchessa, sorella del tirannico e sanguinario Re di Napoli, era presa di mira; La Maria Antonia, uno stornellino riferito al 1848 scritto da Francesco Dall'Ongaro, recitava: «Il dì ch'io tornerò ne' mi' paesi/mi rivedran ne' mie' sembianti veri/Vo'colle trecce delle livornesi/farmi le materassa e gli origlieri/Sopra il trofeo dei miei diritti offesi/avrò sogni più dolci e lusinghieri/Io le farò tosar da' mi' croati/come barboni 'un furon mai tosati». La Granduchessa continuò ad occuparsi della famiglia e dei figli; suo costante interesse era quello di fondare chiese e istituti.
Il 24 novembre 1856, a Dresda, l'erede al trono Ferdinando sposò la principessa Anna Maria di Sassonia, nipote della defunta granduchessa Maria Anna Carolina e della granduchessa-vedova Maria Ferdinanda. Il 15 dicembre la sposa entrava a Firenze, accolta da una folla festante. Il 15 giugno 1857, invece, la famiglia granducale fu colpita da un nuovo lutto: l'arciduchessa Luisa, sorella invalida di Leopoldo, morì; Maria Antonietta rimase al suo capezzale fino alla fine e le prestò gli estremi uffici.

### La rivoluzione fiorentina del 1859

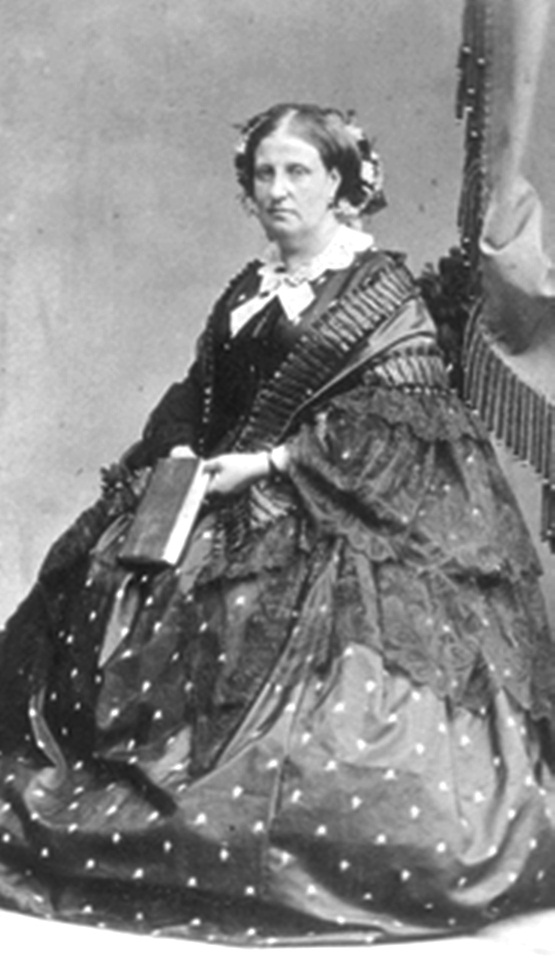
Foto della granduchessa Maria Antonietta in esilio.

In seguito agli Accordi di Plombières, intercorsi tra Napoleone III e Cavour, era stato deciso che la Francia avrebbe aiutato militarmente il Piemonte, soltanto se fosse stata l'Austria ad attaccare per prima. Cavour riuscì abilmente a farsi dichiarare guerra dall'Austria, respingendo un ultimatum austriaco del 23 aprile 1859. Il 26 aprile l'imperatore Francesco Giuseppe dichiarò guerra a Vittorio Emanuele II. Entrambi i sovrani chiesero la partecipazione alla guerra da parte dello zio toscano, ma Leopoldo II, che non voleva impegnare l'esercito in uno scontro sanguinoso, proclamò la neutralità; ma ormai il governo granducale aveva i giorni contati: in Firenze la popolazione non si peritava di offendere con insulti volgari la Granduchessa al suo passaggio e le truppe davano segni di insubordinazione. La notte stessa a Firenze si tenne una riunione dei capi dei vari schieramenti politici favorevoli all'unificazione italiana; erano presenti anche molti ufficiali dell'esercito toscano. Fu stabilita per il giorno successivo una grande manifestazione in tutte le principali città, e fu nominata una giunta provvisoria. La rivoluzione era pronta a scoppiare.
La mattina del 27 aprile 1859, da Piazza Maria Antonia - in seguito ribattezzata Piazza dell'Indipendenza - partì un corteo diretto a Palazzo Vecchio, dove fu issato il tricolore italiano al posto della bandiera lorenese. A Palazzo Pitti fu deciso che la granduchessa Maria Antonietta, i bambini, l'arciduca Carlo, la granduchessa-vedova si rifugiassero al Forte Belvedere, mentre il Granduca e l'arciduca Ferdinando sarebbero rimasti al palazzo. Il granduca Leopoldo II, trincerato in Palazzo Pitti con i suoi ministri, convocò il principe Neri Corsini, liberale d'altissima reputazione non direttamente compromesso con i rivoltosi, dichiarando che era disposto a formare un nuovo governo, schierarsi contro l'Austria-Ungheria e concedere una costituzione; per calmare gli animi acconsentì alle truppe di inalberare il tricolore.
Il principe Corsini si recò presso la sede diplomatica del Regno di Sardegna dove erano riuniti i capi congiurati, ma tornò dal Granduca con un ultimatum volutamente inaccettabile, che prevedeva anche l'abdicazione del sovrano. Leopoldo II capì la mala parata e si dispose a lasciare Firenze con la famiglia, sicuramente volendo evitare spargimenti di sangue e comunque non potendo contare sull'esercito, ma rifiutandosi di abdicare.
Alle due pomeridiane Leopoldo e Ferdinando salirono al Forte Belvedere in attesa che fossero pronte le carrozze per la partenza. Quando il Granduca informò i familiari della immediata partenza, Maria Antonietta gli disse: «Io temo che se andiamo via da Firenze, non ci torneremo mai più». Leopoldo le rispose: «Pretendereste forse che io mi disonorassi con un'abdicazione, che mi viene imposta dai miei sudditi?». La Granduchessa allora gli disse: «Gli uomini saggi debbono adattarsi alle circostanze; date retta a me, abdicate». Dopo aver parlato anche col figlio, il Granduca era pronto a quest'ultimo atto, ma ai due ufficiali mandati alla legazione sarda, il Buoncompagni disse che era troppo tardi.
Alle sei, davanti ad una grande folla tumultuante per le strade di Firenze e all'aperta rivolta dell'esercito, Leopoldo II partì in carrozza dal Forte Belvedere, uscendo per la porta di Boboli, verso la strada di Bologna. La pacifica rassegnazione al corso della storia (il Granduca non pensò mai ad una soluzione di forza) e le modalità del commiato, con pochi effetti personali caricati in tre carrozze e con attestazioni di simpatia al personale di corte, fecero sì che in questi ultimi momenti di permanenza in Toscana gli ormai ex-sudditi riacquistassero per un po' l'antica stima per Leopoldo: la famiglia granducale fu salutata dai fiorentini, levatisi il cappello al passaggio, con il grido «Addio babbo Leopoldo!» ed accompagnata con tutti i riguardi da una scorta fino alle Filigare, ormai ex-dogana con lo Stato Pontificio. Alle sei pomeridiane di quello stesso giorno, il Municipio di Firenze constatò l'assenza di alcuna disposizione lasciata dal sovrano e nominò un governo provvisorio.
Rifugiatosi presso la corte viennese, l'ex-Granduca abdicò ufficialmente solo il successivo 21 luglio; da allora visse in Boemia, recandosi a Roma nel 1869, dove morì il 28 gennaio 1870, pochi mesi prima della caduta della Città Eterna. Nel 1914 la sua salma fu poi trasportata a Vienna per essere sepolta nel mausoleo degli Asburgo, la Cripta dei Cappuccini.

### Gli anni dell'esilio

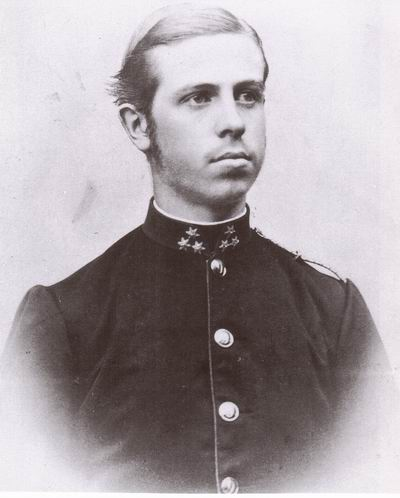
Giovanni Nepomuceno, il figlio scomparso.

Maria Antonietta tornò a Vienna dal nipote Francesco Giuseppe, che si fece carico dei familiari toscani. 
Dopo la morte del marito, Maria Antonia di Borbone-Due Sicilie fece costruire a Gmunden, nello Stato federale austriaco dell'Alta Austria, una villa con parco denominata "Villa Toscana" (1870-77). Nella progettazione dell'edificio prese parte anche il figlio Giovanni Nepomuceno d'Asburgo-Lorena. La famiglia reale toscana frequentava il Lago di Traun fin dal 1866 (prendendo residenza a Altmünster).
Nel 1889 la famiglia imperiale fu sconvolta dalla tragedia di Mayerling, nella quale perse la vita l'arciduca Rodolfo. Giovanni, il figlio minore di Maria Antonietta, rimase particolarmente sconvolto dalla morte del cugino, al quale era legato da una sincera amicizia, decidendo di rinunciare ai suoi titoli, al suo rango e ai suoi privilegi. Da quel momento fu un semplice cittadino austriaco chiamato Giovanni Orth. L'imperatore privò della nazionalità austriaca Giovanni, che si diresse in Inghilterra; il 26 marzo 1890, insieme alla moglie, salpò alla volta dell'Argentina sulla nave Santa Margherita. Dopo una sosta a Buenos Aires, la nave riprese il mare nel luglio del 1890: fu l'ultima volta che furono visti Giovanni, sua moglie e l'equipaggio. L'imperatore fece cercare l'imbarcazione senza risultati e l'arciduca Giovanni fu dichiarato disperso. Maria Antonietta rifiutò sempre di portare il lutto per Giovanni, convinta che il figlio fosse ancora vivo; alcuni truffatori riuscirono anche a estorcerle del denaro fornendole false notizie.
Trascorse gli ultimi anni della sua vita nell'angoscia. Nell'aprile del 1893 fu invitata dal duca Amerigo Antinori a visitare il suo palazzo a Firenze appena ristrutturato; benché vi fosse rimasta per pochi giorni, la Granduchessa ricevette dimostrazioni d'affetto non solo dalla vecchia nobiltà, ma anche dal popolo del quartiere. Morì a Gmunden allo Schloss Ort, il 7 novembre 1898 a quasi ottantaquattro anni, qualche mese dopo essere diventata per la prima volta trisnonna di una bambina il cui nome fu Maria Antonietta (nipote di sua nipote anch'essa chiamata Maria Antonietta); fu sepolta nella Cripta dei Cappuccini a Vienna. In suo onore, il 4 dicembre 1898, fu celebrata una messa solenne a Firenze nel chiesa della Santissima Annunziata con grandissima partecipazione.

## Discendenza
Maria Antonietta e Leopoldo II ebbero dieci figli:
- Maria Isabella, nata a Firenze nel 1834 e morta a Lucerna nel 1901, sposò lo zio Francesco di Borbone-Due Sicilie, conte di Trapani.
- Ferdinando IV di Toscana, nato a Firenze nel 1835 e morto a Salisburgo nel 1908, sposò in prime nozze Anna Maria di Sassonia e in seconde nozze Alice di Borbone-Parma. Da lui discende l'attuale granduca titolare di Toscana Sigismondo d'Asburgo-Lorena.
- Maria Teresa, nata a Firenze nel 1836 e morta a Livorno nel 1838.
- Maria Cristina, nata a Firenze nel 1838 e mortavi nel 1849.
- Carlo Salvatore, nato a Firenze nel 1839 e morto a Vienna nel 1892, sposò Maria Immacolata di Borbone-Due Sicilie.
- Maria Anna, nata a Firenze nel 1840 e mortavi nel 1841.
- Ranieri, nato a Firenze nel 1842 e mortovi nel 1844.
- Maria Luisa, nata a Firenze nel 1845 e morta a Hanau nel 1917, sposò Carlo d'Isenburg-Büdingen.
- Luigi Salvatore, nato a Firenze nel 1847 e morto nel Castello di Brandýs (Boemia) nel 1915.
- Giovanni Nepomuceno, nato a Firenze nel 1852 e morto presumibilmente nel 1890, il suo corpo non fu mai trovato.

## Ascendenza
|                                  |                     |                                     | Genitori                                      |  |  | Nonni |  |  | Bisnonni            |  |  | Trisnonni           |  |
|                                  |                     |                                     |                                               |  |  |       |  |  | Carlo III di Spagna |  |  | Filippo V di Spagna |  |
|                                  |                     |                                     |                                               |  |  |       |  |  | Carlo III di Spagna |  |  | Filippo V di Spagna |  |
|                                  |                     | Elisabetta Farnese                  |                                               |  |  |       |  |  | Carlo III di Spagna |  |  |                     |  |
| Ferdinando I delle Due Sicilie   |                     |                                     |                                               |  |  |       |  |  | Carlo III di Spagna |  |  |                     |  |
|                                  |                     | Maria Amalia di Sassonia            | Augusto III di Polonia                        |  |  |       |  |  |                     |  |  |                     |  |
|                                  |                     | Maria Amalia di Sassonia            | Augusto III di Polonia                        |  |  |       |  |  |                     |  |  |                     |  |
|                                  |                     | Maria Amalia di Sassonia            | Maria Giuseppa d'Austria                      |  |  |       |  |  |                     |  |  |                     |  |
| Francesco I delle Due Sicilie    |                     | Maria Amalia di Sassonia            |                                               |  |  |       |  |  |                     |  |  |                     |  |
|                                  |                     | Francesco Stefano di Lorena         | Leopoldo di Lorena                            |  |  |       |  |  |                     |  |  |                     |  |
|                                  |                     | Francesco Stefano di Lorena         | Leopoldo di Lorena                            |  |  |       |  |  |                     |  |  |                     |  |
|                                  |                     | Francesco Stefano di Lorena         | Elisabetta Carlotta di Borbone-Orléans        |  |  |       |  |  |                     |  |  |                     |  |
| Maria Carolina d'Asburgo-Lorena  |                     | Francesco Stefano di Lorena         |                                               |  |  |       |  |  |                     |  |  |                     |  |
|                                  |                     | Maria Teresa d'Austria              | Carlo VI d'Asburgo                            |  |  |       |  |  |                     |  |  |                     |  |
|                                  |                     | Maria Teresa d'Austria              | Carlo VI d'Asburgo                            |  |  |       |  |  |                     |  |  |                     |  |
|                                  |                     | Maria Teresa d'Austria              | Elisabetta Cristina di Brunswick-Wolfenbüttel |  |  |       |  |  |                     |  |  |                     |  |
| Maria Antonia delle Due Sicilie  |                     | Maria Teresa d'Austria              |                                               |  |  |       |  |  |                     |  |  |                     |  |
|                                  | Carlo III di Spagna | Filippo V di Spagna                 |                                               |  |  |       |  |  |                     |  |  |                     |  |
|                                  | Carlo III di Spagna | Filippo V di Spagna                 |                                               |  |  |       |  |  |                     |  |  |                     |  |
|                                  | Carlo III di Spagna | Elisabetta Farnese                  |                                               |  |  |       |  |  |                     |  |  |                     |  |
| Carlo IV di Spagna               | Carlo III di Spagna |                                     |                                               |  |  |       |  |  |                     |  |  |                     |  |
|                                  |                     | Maria Amalia di Sassonia            | Augusto III di Polonia                        |  |  |       |  |  |                     |  |  |                     |  |
|                                  |                     | Maria Amalia di Sassonia            | Augusto III di Polonia                        |  |  |       |  |  |                     |  |  |                     |  |
|                                  |                     | Maria Amalia di Sassonia            | Maria Giuseppa d'Austria                      |  |  |       |  |  |                     |  |  |                     |  |
| Maria Isabella di Borbone-Spagna |                     | Maria Amalia di Sassonia            |                                               |  |  |       |  |  |                     |  |  |                     |  |
|                                  |                     | Filippo I di Parma                  | Filippo V di Spagna                           |  |  |       |  |  |                     |  |  |                     |  |
|                                  |                     | Filippo I di Parma                  | Filippo V di Spagna                           |  |  |       |  |  |                     |  |  |                     |  |
|                                  |                     | Filippo I di Parma                  | Elisabetta Farnese                            |  |  |       |  |  |                     |  |  |                     |  |
| Maria Luisa di Borbone-Parma     |                     | Filippo I di Parma                  |                                               |  |  |       |  |  |                     |  |  |                     |  |
|                                  |                     | Luisa Elisabetta di Borbone-Francia | Luigi XV di Francia                           |  |  |       |  |  |                     |  |  |                     |  |
|                                  |                     | Luisa Elisabetta di Borbone-Francia | Luigi XV di Francia                           |  |  |       |  |  |                     |  |  |                     |  |
|                                  |                     | Luisa Elisabetta di Borbone-Francia | Maria Leszczyńska                             |  |  |       |  |  |                     |  |  |                     |  |
|                                  |                     | Luisa Elisabetta di Borbone-Francia |                                               |  |  |       |  |  |                     |  |  |                     |  |

## Galleria d'immagini

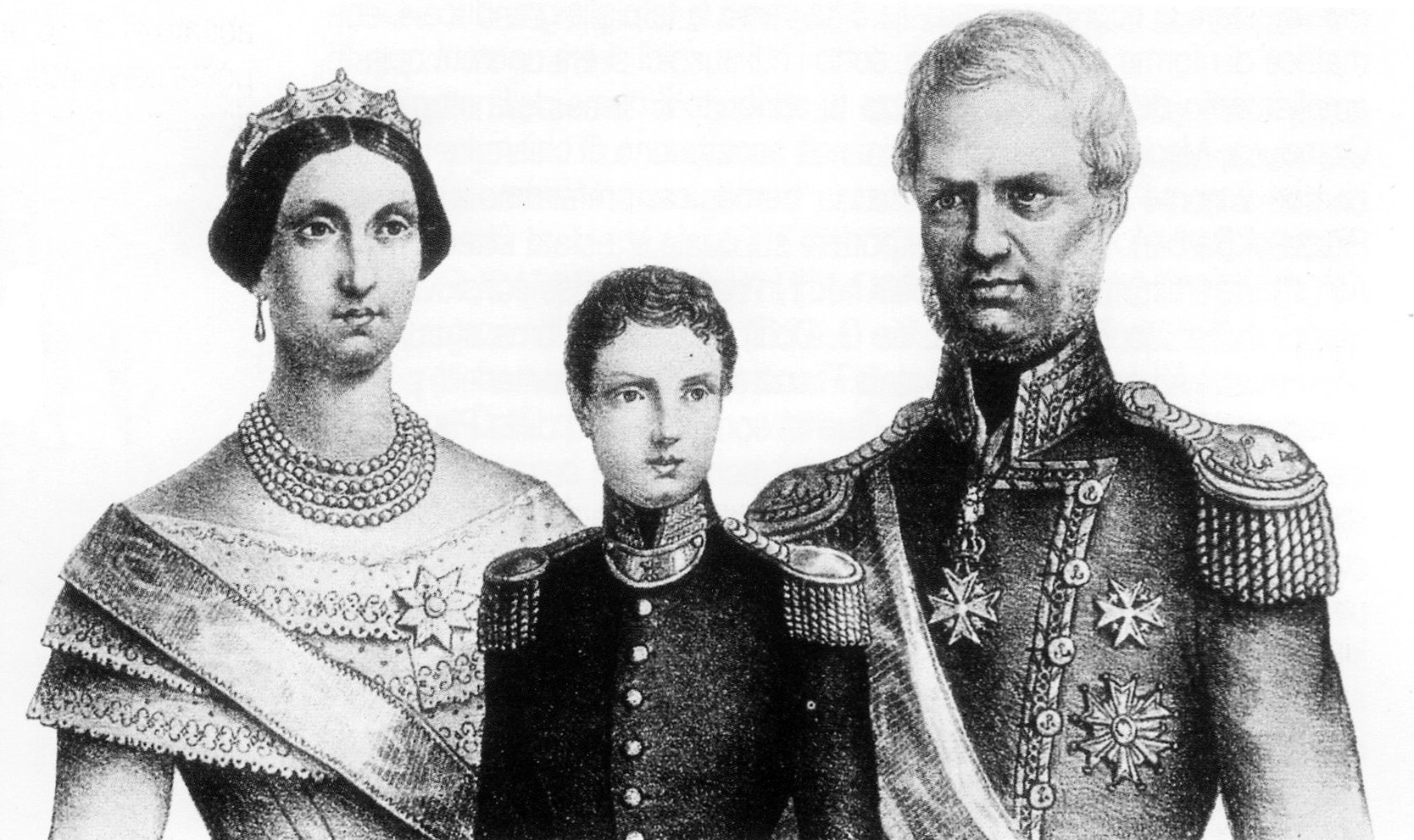
Maria Antonietta, Ferdinando e Leopoldo.
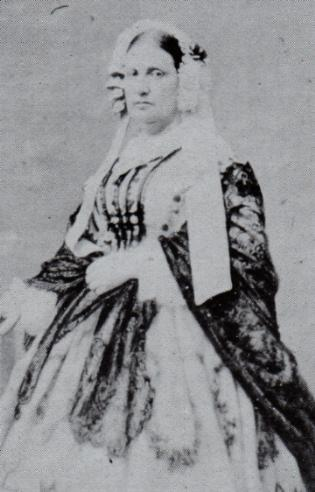
Foto del 1855 circa.
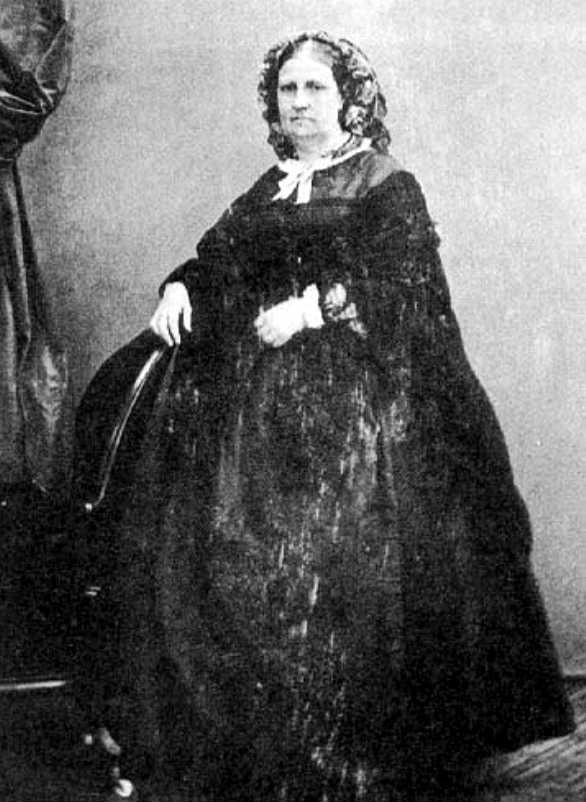
Foto del 1880 circa.
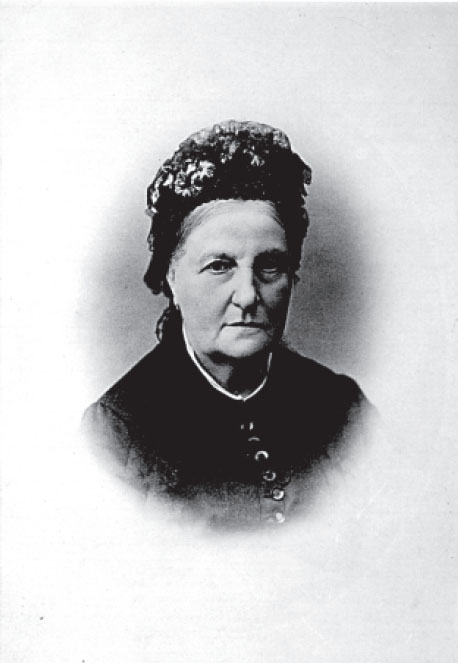
Foto del 1887 circa.